# 鋼鉄ジーグ
『鋼鉄ジーグ』（こうてつジーグ）は、1975年（昭和50年）10月5日から1976年（昭和51年）8月29日まで、NET（後のテレビ朝日）系列で毎週日曜日18時00分から18時25分に全46話が放送された、原作：永井豪・安田達矢とダイナミック企画、製作：東映動画によるロボットアニメ、および作品内に登場する架空の人型巨大ロボットの名称。
サイボーグ化した主人公が変形した頭部パーツに、磁石の力で体の各種パーツが合体して巨大ロボットになるというコンセプトが特徴。
なお2007年4月5日よりWOWOWで放送された『鋼鉄神ジーグ』は、（アニメ版ではなく）月刊『テレビマガジン』に連載された安田達矢による漫画版の続編として企画されたが、実際の完成作品にはストーリーや設定に大きな違いや矛盾があり、漫画版・TVアニメ版のどちらとも繋がっていない。

## 作品解説
この時期、東映動画で制作体制の再編成が行われ、横山賢二プロデューサー率いる『マジンガー』系列のスタッフが本作を、勝田稔男プロデューサー率いる『ゲッターロボ』のスタッフが『UFOロボ グレンダイザー』を担当した（詳細は「UFOロボ グレンダイザー#スタッフ」を参照）。そのため、『グレートマジンガー』の戦闘を重視したハードな空気は本作に受け継がれている。また主人公の宙のサイボーグとしての宿命や敵側の悲劇など、ストーリーもかなり過酷かつ壮烈なものだった。
放映フォーマットは1972年に制作・放送された『デビルマン』を始めとする、『ミクロイドS』、『キューティーハニー』と同様に、放送時間枠に応じた26分バージョンと30分バージョンの2つのタイプが作られた。その理由は、キー局（CMを含めて26分）と一部ローカル局（CMを含めて30分）における放送時間の相違に、正副主題歌と予告編のサイズを調整することで対応したことによる。時間が比較的短かったキー局と一部同時ネット局ではOPが1分、次回予告が15秒のうえEDが完全にカットされた。その一方で、遅れネット局を中心としたローカル局ではOPが2番までの2分、EDにいたってはフルコーラスで2分50秒、次回予告も1分25秒と長めであった（ただし、26分バージョンで放送したキー局と一部系列局でも、後の再放送時には30分の放送枠であることが多かったことから、30分バージョンが使われた）。
国内放映後、海外にも輸出された。イタリアでは人気の高いアニメ作品であり、日本版オープニングテーマはルノーのCMにも使われ、イタリア版オープニングはイタリアロック界の重鎮ピエロ・ペルーなどがカヴァーしている。2016年には「鋼鉄ジーグ」が物語の重要な要素である映画『皆はこう呼んだ、鋼鉄ジーグ』が製作され、ダヴィッド・ディ・ドナテッロ賞の新人監督賞、主演・助演男女優賞を総取りする等、計7部門を受賞した。
以下、TVアニメ版をベースに、原作漫画ならびに適宜コミカライズについても差異を説明する。

## ストーリー
考古学者の司馬遷次郎は発掘した銅鐸から、古代日本を支配した邪悪な国家「邪魔大王国（じゃまたいおうこく）」と「女王ヒミカ」の復活を察知していたが、ある日突然、銅鐸の奪還をもくろむヒミカ配下の者たちの襲撃を受け死亡する。だが優秀な科学者でもあった遷次郎は、予めコンピュータ・マシンファーザーに自身の意識と記憶を残し、邪魔大王国に対抗するための基地ビルド・ベースと巨大ロボット・鋼鉄ジーグを建造して、来るべき日に備えていた。一方、カーレースで大事故を起こしながら無傷であった息子の宙は、既に自身がサイボーグへと改造されていたこと、「鋼鉄ジーグ」として邪魔大王国と戦う宿命にあることをマシンファーザーに告げられる。宙が頭部に変身し、磁石の力で全身のパーツと合体することで完成する「鋼鉄ジーグ」は、日本の支配をもくろむ邪魔大王国と、その巨大兵器・ハニワ幻人（げんじん）に立ち向かう。

## キャラクター

### ビルド・ベース
司馬遷次郎博士が邪魔大王国の侵略に対抗するために建造した、鋼鉄ジーグとビッグシューターの基地。研究所と呼ばれることもある。所在地に関して明確に語られたことはないが、「西海山麓」「西海神社」「西海谷」「西海県立博物館」といった「西海（さいかい）」の付く名称が頻繁に登場することから、九州は長崎県西海市付近をモデルとしていると思われる。西海市自体は2005年の誕生であるが、この地域ではそれ以前から「西海」が地域名として使われている。
司馬 宙（）
声 - 古谷徹
主人公。サイボーグであり、父の遷次郎が発掘した邪魔大王国の重要な秘密を握る「銅鐸」を体内に隠されている（詳細はメカニックの銅鐸の項にて後述）。「鋼鉄ジーグ！」または「チェンジ・サイボーグ！」の掛け声と共に手にはめた専用グローブの拳を突き合わせると、等身大のサイボーグ体になる。サイボーグからさらに体を丸めた体勢をとると、巨大ロボット「鋼鉄ジーグ」の頭部に変形する。
自分でも知らない内に父にサイボーグに改造されており、当初はサイボーグ体への変身やジーグ頭部への変形も、ペンダントとともに遺されたグローブの力によるものだと思っていた。月刊『テレビマガジン』に掲載された宙の全身透視図には、司令コンピューターや超小型発電機が内蔵されているなど、メカニカルな内部構造が描かれているが、第3話をはじめ第15、17、24、26、31、34、41話などで食事を摂っているシーンがあるほか、火傷を負って救急箱を手にした菊江に手当てを受ける、傷口から血が出る、胸に矢を受けて負傷し輸血をされる、特訓の過労で倒れた宙が一般の病院に運ばれて精密検査をされることを、菊江も美和も問題視しないなど、変身前の宙の肉体は（第1話での不死身ぶりや、第11話で湖の底に1時間近くも沈んでいても死なないといった点を除けば）生身の人間と何ら変わりがないのでは、と思える描写が多い。実際、宙本人や周囲の人物が、サイボーグに改造されていることを気づかなかったほどなので、飲食や排泄・発汗・睡眠といった生理現象や、火傷・出血・それらの自然治癒などは、生身の人間と同様にあるのではないかと推察される。なお、ジーグに変身することは邪魔大王国には物語冒頭から知られており、本人や家族を付け狙われるが、一般人からそのことを問いただされても否定している（第5話）。
設定年齢は18歳。本職は自動車整備工場「司馬モータース」の経営だがカーレースにも情熱を向け、夢は日本一のレーサーになることであり、フォーミュラカーからスポーツカータイプまでカテゴリーを問わず、暇を見つけてはレースに出場している。高校時代は柔道部だったこともあり、変身せずともアマソと互角以上に渡り合うこともできるほど格闘能力が高い。
熱く突っ走りがちな性格から、なかなか自分の運命を受け入れられず確執がある遷次郎に反抗的な態度をとることも多かったが、その一方で父の気持ちを理解したいという気持ちも持ち合わせていたようである。家族思いゆえに、家庭を顧みず研究に没頭する父に強く反発し家を出て自活しており（第1、3話）、鋼鉄ジーグとなってからもビルド・ベースの所員とはならなかった。父の真意を知り徐々に鋼鉄ジーグとしての使命に目覚めていくが、第13話で自身がサイボーグであることを打ち明けられ、さらなる苦悩に見舞われる。世帯主として家族を養うことに強くこだわり、明確な言及は無いがビルド・ベースからの援助は断っていると思われる。永井豪原作のロボットアニメでは珍しく社会人（他は高校生がほとんど）の主人公であり、実生活との葛藤が本作の一つのテーマであった。
次回予告のナレーションも担当しており、予告の最後には「○○（次回のサブタイトル）にチャンネル・セット!!」と叫ぶのが恒例となっていた。
原作である『テレビマガジン』版漫画ではサイボーグになった経緯がまったく異なる。邪魔大王国の秘密を知る司馬博士を抹殺しようとした、イキマによる襲撃に巻き込まれるような形で死亡したその直後に、瀕死の司馬博士の手によってサイボーグに改造され蘇生している。そのため（元から親子関係は良好だったこともあり）TVアニメ版のような父への反発や対立は存在しない。TVアニメ版ではキーアイテムであった銅鐸も、物語冒頭で司馬博士によって発掘されるシーンに登場するだけで、宙の体内に隠されているといった秘密もない。こうした背景から、戦いに対する迷いや葛藤に悩むことが多かったTVアニメ版に対し、原作漫画では当初から邪魔大王国を倒して平和を守る、という信念と使命感を強く抱いている。
また、宙が電撃のような磁流波エネルギーを浴びる様子を指して、美和が「これが宙にとっての食事」と説明するシーンがあり、ティーカップを前に「はらぺこだ」などと寛ぐシーンはあるものの、サイボーグに改造された宙にTVアニメ版のように食事が可能かどうかは不明。なお宙は殺害される直前のその日に国際グランプリレースで優勝し、世界一のレーサーになっている。
卯月 美和（）
声 - 吉田理保子 / 吉田美保（スーパーロボット大戦シリーズ）
ビッグシューターのパイロット。宙からは「ミッチー（もしくはミッチ）」の愛称で呼ばれている。幼い頃に両親が行方不明となり、司馬家に引き取られて宙とは兄妹同然に育った（そのため菊江には母の、遷次郎には父の面影を抱いている）。やがて司馬博士の助手を務めるようになり、邪魔大王国の復活を予期して寝食を忘れて備えを急ぐその姿を見て、自分も戦いに青春を捧げることを決心しビッグシューターのパイロットに志願した。格闘能力も高く、ハニワ兵士程度なら倒すことが出来る。
普段は黄色いワンピースに白いストレッチタイプのロングブーツ着用といういでたちであり、ビッグシューターを操縦するときもそれは変わらない。ヘアバンドは単なるアクセサリーではなく、両端のスイッチを押すと電動でバイザーが下降し、ビッグシューター搭乗時のゴーグルとなる。司馬博士の妻・菊江からは娘のように可愛がられ、菊江から授かった着物姿も披露している。対する美和もふだんは「おばさま」と呼んでいる菊江が人質に取られ、危機に陥った折には「お母さん!私のお母さん!」と彼女への強い想いを口にした（第39話）。宙への恋愛感情の描写はなく、当の宙の側からも家族同然であったり親しい間柄である以上の表現はされていない。宙・まゆみ・菊江に加えチビと美和の5人で司馬モータースに住んでおり、そのため宙からは居候（いそうろう）呼ばわりされたこともある。美和がどの段階で引っ越してきたのか（菊江やまゆみと同じタイミングか）、またそれ以前は司馬邸に住んでいたのかなど詳細は不明。
原作漫画での美和は、生前の司馬博士の助手であったことや、ビッグ=シューターのパイロットである点はアニメ版と同じだが、容姿・服装・性格のすべてが異なっており、肉親も兄が存命である。そのためアニメ版のように幼い頃に司馬家に引き取られたといった描写も無く、プライベートは不明。

司馬 遷次郎（） / マシンファーザー
声 - 村瀬正彦
宙の父。25年前、九州の古墳で発見した銅鐸を分析して、異次元科学を駆使して古代日本を支配していた女王ヒミカと邪悪な「邪魔大王国」が、千数百年の眠りから覚める日が近いことを知り、これに備え対抗するための基地「ビルド・ベース」と「鋼鉄ジーグ」を建造した。
本人は第1話で銅鐸の奪還に現れたイキマの襲撃に遭って死亡するが、生前に意識と記憶をコンピュータ「マシンファーザー」に遺していた。本来は考古学者であるが、息子の宙をサイボーグにしたり、巨大ロボットを作ったりと才能の幅は広い。宙とは彼が首に下げている「ジーグの頭を模したペンダント」で通信可能であり、戦闘時に限らず常日頃から宙に助言や叱咤激励を送る。
大都社からリリースされた原作漫画では“司馬 霧次郎（しば きりじろう）”となっているが、これは写植を改める際に生じた誤りと思われる。もともとの講談社KCコミックスではTVアニメ版と同じく“遷次郎”であった。

大利（）所長
声 - 田の中勇
鋼鉄ジーグの基地「ビルド・ベース」の所長。遷次郎の死後に所長に就任した。ふだんはマシンファーザーの指示のもと、ジーグ・パーツの整備や開発に勤しんでいるが、邪魔大王国との戦いでは戦闘指揮も執る。世界的に著名なロボット工学博士でもあり、ドンとパンチョに懇願されてメカドン2号を無償で設計している。
原作漫画では常日頃からマシン＝ファーザーが総ての陣頭指揮を執っていることもあり、登場しない。なお桜多吾作によるコミカライズ版には、わずかではあるが大利所長らしきキャラクターが登場している。

### 宙の家族と仲間たち
司馬 菊江（）
声 - 山口奈々
宙の母。夫・遷次郎の決意と宙の使命を理解し、陰から支え続ける気丈な女性。夫の死後、ビルド・ベースからの生活援助を断り、女手ひとつで娘・まゆみを育てていこうとビルド・ベース内の食堂で働いたりもしていたが、宙の強い申し出もあって司馬モータースで専業主婦として一緒に暮らすようになる。鋼鉄ジーグとして戦うことで留守がちな息子のために、火の車となっている家計の一助にと、内緒で近所の蕎麦屋に働きに出たりもしたが、それに気づいた宙にあらためて働きに出ることを反対され思い悩む。主婦として厳しい家計を気に病むと同時に、鋼鉄ジーグの使命に苦しむ宙を見ていられず、マシンファーザーとなった夫に強く意見することもあった。何より家族想いで、戦いに赴く宙や美和の身を常に案じている。なお“司馬菊江は宙の母であり科学者でもある”とする資料もあるが、映像本編にそのような描写や説明はいっさいない。
原作漫画にも登場はするものの、宙とまゆみの母という以上の特徴や役割は特に描かれていない。

司馬 まゆみ（）
声 - 高橋和枝
宙の妹の幼稚園児。ジーグに亡き父親の面影を重ねており、強くたくましい父性の象徴として崇拝している。邪魔大王国に襲撃されたり人質にされることも多く、その度に家族愛が強い宙を苦しめる。宙がまゆみの前でマシンファーザーとペンダントで会話するシーンや、ジーグを応援する菊江がまゆみの傍らで「宙、ビルドアップするのよ」と口走ってしまうシーンが存在するが、最終回まで宙がジーグであることに気づかなかった。トコちゃん（声 - 川島千代子ほか）という、同じ幼稚園に通う仲良しの少女がいる。
原作漫画でもほぼ同様のキャラクターだが、TVアニメ版と異なり、宙がいったん死亡した状態からサイボーグに改造されて甦ったことを知っており、鋼鉄ジーグであることも承知していると思われる。
黒鷲のドン
声 - 緒方賢一
宙を一方的にライバル視する男。宙とは高校の時以来の因縁から憎悪すら抱いており、わざわざ司馬モータースの向かいで自動車整備工場「黒わしモータース（ドン修理工場）」を経営したり、宙がレースに出場すると聞けば自分も出場したりするほどの執着を見せる。当初から宙が鋼鉄ジーグではないかと疑っていたこともあって、ジーグに対しても強いライバル心を燃やし、第5話でロボット「メカドン」を開発して、自ら操縦者となって邪魔大王国との戦いに参戦するようになる。その戦いを通して宙に対してもいつしか友情を抱くまでになり、宙やジーグのサポートに多大な貢献を果たすようになる。なお、宙がジーグであることをドンが知った時期は、劇中ではあいまいな描写や矛盾が多くハッキリしない。基本的にトラブルメーカーであり、空回りこそ多かったものの、ジーグや宙の危機を救うことも少なくない。高校時代は相撲部だったが万年補欠だった。
原作漫画には登場しないが、桜多吾作によるコミカライズ版には「クロタカの……」と呼ばれた、ドンと思しきキャラクターが登場している。なお“クロタカのドン”は初期設定でのドンの名称である。

パンチョ
声 - 加藤修
ドンの子分であり、ドン修理工場唯一の社員。メカドンの補助操縦者。常日頃からドンの無茶や暴走に付き合わされ、振り回されている。食いしん坊で、いつも何かを食べていないと気が済まない。優しくされたことをきっかけに、美和に好意を抱いている。大財閥“ほしかわせいじろう（漢字表記不明）”の家出した御曹司（一人息子）に間違われたことがある。原作漫画には登場しない。
ゲラ
声 - 田の中勇
第6話より登場。ドンやパンチョが何か失敗すると必ず地中から現れ、大笑いをする正体不明の小動物。ピンク色の体毛で覆われ知能もかなり高いようだが、モグラの一種らしい。ドンやパンチョのいる所、どこにでも現れいたずらをすることもある。原作漫画には登場しない。

チビ
声 - 山田俊司 / 田の中勇（第21、39話）
宙の経営する自動車整備工場「司馬モータース」の従業員。司馬家に居候しており、小柄な体格に似合わず、大食漢である。宙がレースに出場する際には助手席で、ナビゲーターを務めることもある。宙のことを「若大将」と呼び、語尾に「〜で、やんす」を付ける。本名は不明。
ドンと同じく、宙がジーグであることを知った時期についてはあいまいな描写が多くハッキリしない。
原作漫画でも宙は「司馬モータース」を営んでいるが、従業員がいる描写はされておらず登場しない。
桜多吾作によるコミカライズ版では“メカ”と呼ばれる同様のキャラクターが登場しているが、これは“チビ”の初期設定での名称が“メカ”だったことに由来すると思われる。

原田
声 - 山田俊司
司馬宙と黒鷲のドンの高校時代の上級生で、ドンの相撲部時代の先輩でもある。高校時代の因縁から宙を目の敵にしているため、そのライバルである後輩のドンへの協力を惜しまない。スクラップのジャンク業（原田鉄工所）を営み、メカドン1号・2号の資材を提供するが、2号の時は無償ではなかった。
登場は第5話と第17話。それぞれがメカドン1号、2号の初登場話である。宙からは「原田さん」と呼ばれ、一応の敬意は払われていた。

### 邪魔大王国
女王ヒミカが支配していた邪魔大王国（じゃまたいおうこく）は、かつて自然と親しんでいた豊かで平和な国だったが、ヒミカ曰く“強力な武器を持った野蛮人”の侵略を受けて滅びに瀕し、異次元科学の力で長き眠りについていた。千数百年の時を経て現代日本、ひいては地上世界すべてを手中に治めようと復活し、その障害となるビルド・ベース並びに鋼鉄ジーグと敵対する。物語後半にその地下帝国が九州にある（具体的地名は不明）ことが判明している。
女王ヒミカ
声 - 高橋和枝 / 浅井淑子（スーパーロボット大戦シリーズ）
邪魔大王国の女王。土や石などの無生物に生命を吹き込むなど異次元科学を操り、古代日本を支配していた。一族とともに異次元科学の力で岩となって眠っていたが、千数百年ぶりに蘇り、三幹部を従え「ハニワ幻人」「ハニワ兵士」を使って、地上征服に乗り出す。体は2メートルを越す巨体の三幹部よりもさらに二回り以上も大きい。邪魔大王国復活の予言や秘密が記された銅鐸が司馬博士に発掘されてしまっていたため、その争奪を巡って鋼鉄ジーグと激しい戦いを繰り広げる。
遠隔念力や絵本の登場人物に命を吹き込むなど様々な妖魔力（異次元科学）を操る。杖のように柄の長い巨大な戦斧を常に手にしており、その刃からは光線を発することもできるほか、自身の掌からも光線を放つ攻撃が可能。
遠隔念力や絵本の登場人物に命を吹き込むなど様々な妖魔力（異次元科学）を操る。杖のように柄の長い巨大な戦斧を常に手にしており、その刃からは光線を発することもできる。
部下思いではあるが、作戦の手柄を奪い合う三幹部の足の引っ張り合いには頭を悩ませている。物語中盤で苦心の末、銅鐸の秘密を解き明かして異次元の扉を開くことに成功するが、現れた竜魔帝王の手によって命を落とす。
なおヒミカが唱える呪文「メキニメキニヌダラダラ、ダラニダラニヌダラダラ…」は密教の陀羅尼呪を原典としている。
松本めぐむによる『冒険王』版漫画ではふたごの赤子を持つ。邪魔大王国が地上を制覇する日まで二千年間眠らせていたが、彼らが人類の敵になることを恐れた宙によって殺害され、血統が絶えるという展開が描かれた。
ロボット獣レイゴン
第41話に登場。イキマとアマソの儀式によりヒミカの霊が取り憑いたロボット獣。ジーグを倒した後で竜魔帝王にも復讐するつもりだった。超音波の幻影でジーグを苦しめるがパーンサロイドの援護で形勢を逆転される。

三大幹部
三人ともヒミカの忠臣でハニワ幻人を使い、ヒミカの意のままに動く。竜魔帝王に対しては面従腹背の姿勢をとるが、ジーグとの戦いは最後まで続いた。
イキマ
声 - 緒方賢一
三大幹部のリーダー格で姿が一番人間に近く、完全に化石化から覚めている。身長2メートル、体重160キログラム。知略に優れ、冷静に作戦を実行するタイプで、剣術を得意とする。第1話では司馬遷次郎を襲撃して銅鐸のありかを聞き出そうとするも、誤って殺してしまう。
最終話でマシンファーザーの操縦する避難カプセルの体当たり攻撃を受け、幻魔要塞ヤマタノオロチが破壊されるとともに最期を遂げた。
アマソ
声 - 山田俊司 / 緒方賢一（第21話） / 加藤修（第29話） / 岡本政明（第32話）
三大幹部の一人。身長2メートル60センチメートル、体重700キログラム。蘇生に失敗し、体全体が岩のままになっている。他の幹部に比べ、やや単細胞な性格で、卑怯な作戦が得意。
常に持ち歩いている杖は武器にもなり、その先端に着いた鳥もしくは爬虫類と見られる頭蓋骨の目からは光線を発射できる。最終決戦でビッグシューターにビルの屋上から突き落とされ転落、以後登場しないことから死亡したものと思われる。
ミマシ
声 - 加藤修 / 山田俊司（第29話・第32話）
三大幹部の一人。身長2メートル40センチメートル、体重650キログラム。岩から蘇る際に失敗し、体の右半分は生身、左半分は岩のままである。野蛮な性格で力任せの戦法を得意とする。
鎖付き鉄球を武器として用い、サイボーグ宙を苦しめた。三幹部の中ではヒミカへの忠義心がとりわけ強く、第32話でイキマ、アマソとともにヒミカを死に追いやった竜魔帝王への反乱を試みるが、フローラ指揮下のロボット獣の帰還により形勢は逆転。竜魔帝王が両眼から発射した光線を浴び、死亡した。
原作漫画では神の使いこと、リュウマ帝王の使者にハニワ幻人部隊で攻撃を仕掛けるも、全身から放たれた電撃によって瞬殺されている。

ハニワ兵士
ヒミカ、三幹部に従う忠実な兵士。角髪の髪型と古墳時代の男子装束に似た外観で、長剣を装備。主に旧サイボーグ宙と戦闘を行なった。竜魔帝王時代でも引き続き、三幹部の下で戦った。

竜魔帝王（リュウマ帝王）
声 - 加藤修
第29話より登場。邪魔大王国の地下深い「竜の入り口」に封印されていた地獄の帝王。身長3.5メートル、体重900キロ。異次元世界より三次元世界を虎視眈々と狙っていたが、銅鐸の5千年の秘密が解かれたことで現世に現れた。出現と同時にヒミカを殺害し、邪魔大王国を乗っ取って地上征服に乗り出す。ハニワ幻人にかわって、より強力な主力兵器としてロボット獣を用いる。
部下思いだったヒミカとは打って変わって、配下をこき使う傍若無人な性格のため、三幹部ら旧邪魔大王国勢の反抗心を買うことになる。その一方で、第32話における彼らの反乱後も首謀者のミマシのみを粛清し、イキマ、アマソを引き続き重用するといった度量も見せている。
竜魔剣を武器とし、その剣先から光線を放って攻撃するほか、両目から殺人光線を発する。体に巻き付いている竜は帝王のペットのような存在であり、口から火を吐いて敵を攻撃する。第45話での最後の決戦に際しては、巨大化して自らジーグと対決する。
原作漫画ではリュウマ帝王と表記される。かつてまだ猿に近かった地球人類の祖先に知恵を与え進化を促したとされ、神を自称する。何千年にも渡る宇宙の放浪で、地球ほど美しい星はほかにないと思い至ったため、再び地球の支配者として君臨すべく帰ってきた。ヒミカはかつて彼によって永い眠りに追いやられたと語っている。テレビアニメ版と違い、銅鐸とはまったく関係がない。

フローラ将軍
声 - 山口奈々
第32話より登場した、竜魔帝王直属の幹部。もとは山岳地方の村を治める部族の長の娘であったが、少女であった頃に竜魔帝王による襲撃によって村は全滅し家族も殺され、自身もロボット兵士の矢を受けて命を落としたものの、竜魔帝王の手で復活し配下にされていた。
竜魔帝王が己の運命を狂わせた元凶と理解しながら、蘇らせてもらった恩義から忠誠を誓って非道な作戦をも指揮していたが、本来は心優しい女性であり、宙から「生まれながらの悪魔」と詰られたときは動揺して激しく抗弁してみせた。やがて宙の懸命な説得を受け続けたことにより失っていた人間愛を取り戻し、帝王を裏切って宙の危機を救った後、大破したヤマタノオロチから投げ出されジーグの手の中で息絶える。フローラの遺体がいつの間にか消え去ると、その死を悼むかのように一面の花畑が現れ、宙たちはその光景に思いを馳せた。
終盤にはヒロイン的役どころとなる、テレビアニメ版オリジナルのキャラクターであり、原作漫画には登場しない。

ロボット兵士 / ロボット兵
中世ヨーロッパの甲冑に似た外観をした、竜魔帝王に造られたアンドロイド兵。生身であるハニワ兵士を遥かに上回る戦闘力を有する。武器として腰の長剣以外に槍やマシンガンライフルを持つこともあり、盾はジーグのスピンストームすら防ぐことができるほか、腹部の2つの穴からは小型ミサイルをも放つ。また過去には弓矢を使っている様子も描かれている。その能力は新サイボーグ宙やジーグでもひるむほどであった。なお原作漫画ではリュウマ帝王配下の一般兵は登場していない。

## メカニック

### 鋼鉄ジーグ
身長：10メートル、体重：2.5トン。マグネ理論をもとにGO（ジーオー）磁鉄鋼で造られており、磁流波エネルギーで動くことから、「マグネロボ」という異名を持つ。出力は75万馬力。
サイボーグである司馬宙が頭部に変形し、支援機のビッグシューターから射出された身体パーツ（胴体〈4分割〉と、左右の前腕部・上腕部・大腿部・脛・足の計14個）と合体（「ビルドアップ」）して、鋼鉄ジーグとなる。ビルドアップは、頭部からの磁流波エネルギーで各パーツを引き寄せ、所要時間7秒で完成する。なお、分離することを「ビルドオフ」と称するが、ビルドアップとビルドオフを繰り返すとエネルギーの消耗が激しいらしく、第20話では「ビルドオフを使いすぎてエネルギーが無くなってきた」と宙が言っている。
各関節部が球状の磁力関節になっており、体のパーツの一部を換装（交換）すること（これを「ビルドチェンジ」と称する）でジーグバズーカ、マッハドリルなどの武器を装備することが可能。しかし磁力を応用しているために高圧電流に弱く、磁気嵐発生時や磁気異常の空間ではエネルギー回路が混乱し、パワーが半減した上に一切の武器が使えなくなったり、ビルドアップが解除されたりする弱点も孕んでいる。
第27話より司馬宙のサイボーグ体は強化されて新サイボーグとなり、馬型の支援メカ「パーンサロイド」（第28話以降）のほか、様々な環境に適応したスカイパーツ（空中戦用）、アースパーツ（地中戦用）、マリンパーツ（水中戦用）といったオプション装備との換装が可能となった。
当時の番組宣伝パンフレット「東映10月番組紹介」や、アオシマの模型（プラモデル）のパッケージには、“ジーグの語源は、集合組織(Gatharing Organization)であり、それを略して暗号名、G-オーグが縮められたものである”との説明がある。
通常頭部は胸と首で結合するが、作画ミスにより首と頭で結合する回も散見される。
サイボーグ宙
旧サイボーグ宙
司馬宙の鋼鉄ジーグへの頭部の変形プロセスの中間態。父から授けられた特殊グローブを装着した宙が、胸の前で拳を突き合わせることにより磁流波エネルギーが流れて変身する。宙の時より強固な肉体を誇り、怪力を有するが特に武器は装備していない。イキマ、アマソ、ミマシの三幹部とも互角以上に戦える。自身がサイボーグだと知らなかった頃は「鋼鉄ジーグ！」の掛け声でジーグの頭部に変形していたが、事実を知ってからは「チェンジ、サイボーグ！」の掛け声で変身するようになる。カラーリングはジーグの脚部・頭部に準じた緑と腰部の灰白色が主体で、ヘルメット上の頭部はジーグの胸部に準じた黄色で二本の角を有し、ジーグの顔同様の赤い顔立ちは人間に近く、鼻と口、瞳のない白い目を持つ。
新サイボーグ宙
宙が特訓の末、精神と肉体を一点に集中させることによって、一段とパワーアップしたサイボーグ形態。この特訓は新サイボーグへのパワーアップと、新兵器・ジーグバックラーを扱えるようになる為のものでもあり、特に再改造を受けて強化されたわけではない。カラーリングはジーグとは異なり、赤・黒・黄が主体である。その姿は戦闘服を纏ったもので、機関銃の弾丸くらいは跳ね返す防御力がある。顔の形状は目がゴーグル状に、フェイス部分はクローズドマスクとなった。ヘルメットの大きな角も無くなって耳の部分に付いた角は小さく、額部分の角飾りは後頭部までを囲む冠のような形状をしている。旧サイボーグをはるかに凌ぐ格闘能力と持久力を備え、両腰にはジーグビュート（電流波ムチ）が装備されるようになった。また、頭部の二本の角からはマグネットスパークという光線を発射することもできる。
新サイボーグ宙からのジーグ頭部への変形は、完全新規作画された第27話と第29話のものの2種があるが、もっぱら第27話のものにジーグ頭部を重ね撮りしてフラッシュバック編集したものが使用された。なお、原作漫画では新サイボーグへの強化は描かれていないため登場しない。

通常武装・技
ジーグビーム
目から出す破壊光線。頭部のみ（サイボーグ宙の変形）の状態でも使用可能。第39話ではスカイジーグの状態のときに「スカイビーム」の掛け声で放たれている。
ナックルボンバー
両手を組んで手首から先（拳）をマッハ2の速度で撃ち出し、厚さ5メートルの鉄板をもぶち抜く。腕の中にスペアが内蔵されており、連射が可能なため、拳を使い捨てにもできるが、戻ってきて再装着されることもある。

マグネットロープ
胸の4つの射出口から出す磁気を帯びたロープ。相手に巻きつき動きを止める。切り離すときは「マグネットロープブレイク」もしくは「マグネットロープオフ」と言う。
スピンストーム
腹部の発射口より磁流波エネルギーを渦巻き状に噴出させ敵にぶつける、初期の必殺武器。水中でも使えるが、拡散してしまうために射程が短くなってしまうらしい。
ダイナマイトキック
飛び蹴り。全編通じて多用されているが、第42話では両足をそろえ、ドリルのように体全体をきりもみ回転しながら突っ込むダイナマイトスピンキックも披露している。
ダイナマイトパンチ
肘から先の腕を発射。主にマッハドリルと合体直前に、腕の排除を兼ねて、ハニワ幻人への牽制に使用されることが多い。第15話ではナックルボンバーのように両手を組んだ状態で撃ち出している。
マグネットパワー
「マグネットパワー・オン！」の掛け声とともにスピンストーム発射口から強力な磁力を放射する。
ジーグパワー
第11話で見せた、全身からエネルギーを放って敵による拘束を弾き飛ばす技。詳細は不明だが、頭部から磁流波エネルギーを全開にして放ち、敵を弾き飛ばした「マグネットフルパワー」（第40話）と同種のものであるようにも思われる。
ジーグブリーカー
マグネットパワーで相手を引き付けてから両腕で挟み込む。プロレス技のベア・ハッグに相当。鋼鉄ジーグのフルパワーで行なわれるため、ハニワ幻人の胴体を切断するほどの力がある。スピンストームと同じく初期の必殺技。

オプション武装
マッハドリル
ビッグシューターから射出されるオプション武器の一つ。単体では飛行できない鋼鉄ジーグの弱点を補うために、第4話で製作され即時実戦投入された。先端がドリルになっている飛行用のロケット・ブースターで、ダイナマイトパンチで肘から先を排除し、「マッハドリル・セット!」の掛け声でジーグの両腕に装着する。敵に向けてドリルを発射する「マッハドリル・シュート」のほか、体当たりである「フライング・ドリル・アタック（フライング・アタック）」は6メートルの鉄板をぶち抜く。最高飛行速度はマッハ4.5、限界上昇高度は4,500メートル。その活動範囲は空中にとどまらず、地中や水中にも及ぶ。初期に登場したオプションだが竜魔帝王へのとどめにも使われた。
ジーグバズーカ
鋼鉄ジーグが右腕を肘から先を外して換装する巨大バズーカ砲。第6話で投入された初期の新兵器。「バズーカ、シュート！」の掛け声で発射する。口径80センチで30連発、発射の際は左手で保持するが、第27話で使用した際にはフォアグリップが取り付けられていた。

追加武装
ジーグバックラー
第27話から登場する新兵器第1号。鋼鉄ジーグが拳を外して換装する巨大な戦輪で、直径4メートル、重量0.5トン。ビッグシューターから腕部分とともに射出される場合と、バックラーパーツのみが発射される場合とがあった。スパイクが周囲に生えた車輪のような形状の盾であると同時に投擲武器でもあり、「ジーグバックラー！」もしくは「バックラースピン！」の掛け声で投げつけ、その高速回転が生み出す破壊力と大質量で、ジーグバズーカすら効かなかった敵をも粉砕する。使用頻度は少なく2回のみ。
アースパーツ
第29話から登場。肩をスパイクの生えた車輪状のパーツ（削岩機）、両腕をドリル、脚を脛に無限軌道を備えたものへと換装した、地中に潜れる形態。別名「アースジーグ」。地中を時速600キロメートルで移動することができる。「アースドリル、シュート！」の掛け声で、ドリル部を敵めがけて撃ち出すことが可能。
マリンパーツ
第30話から登場。両手足を水中用推進ユニットに換装し、水中機動性を高める。両手に当たるパーツを機首として脚部と連結・一体化することで巡航形態に変形する。両足の磁流波スクリューによって80ノットで水中を移動可能。別名「マリンジーグ」。武装として両手から大型魚雷（「マリンミサイル」）を連発することができる。潜水限界深度は不明だが、マリンパーツ登場以前には「鋼鉄ジーグの潜水限界は水深1,000メートル」と言われていた。なおLD『鋼鉄ジーグ VOL.3』ジャケットの解説に「（第34話の）対ゴキラ戦が唯一の使用例」とする記述が掲載されているが、使用頻度が低いとはいえ第30話や第32話でも使われているので、これは誤り。
スカイパーツ
第31話から登場。両腕を巨大な翼に、両脚は外縁に補助翼を付けたものに換装し飛行を可能とする。マッハドリルでは高度に限界があるために開発された。両腕に当たる翼パーツを180度回転させ、機首に変形させることで戦闘機体型となり、足のロケット噴射によってマッハ4.5で飛ぶ。別名「スカイジーグ」。武装としてスカイミサイル、スカイビームを備え、機体全体をドリルのように回転させて突っ込む「スカイジーグドリル」という技を繰り出す。竜魔船とは2度交戦し、その機動力で2回とも戦いを優位に進めた。
パーンサロイド
第28話から登場。人工知能を備えており、ある程度の自律行動が可能なサポートメカ。首をたたみ4脚と尻尾（磁流波テイル）を収納した状態でビルド・ベースから射出され、空中でペガサス形態に変形して現場に急行する。ジーグはパーンサロイドと合体（「パーンサロイド・スルーイン」）することによって、半人半馬のケンタウロス形態になれる。パーンサロイド自体が飛行できることから、ジーグも合体後は空中を駆けることが可能。他のオプションパーツと違ってノーマル形態時での武器の使用に制約を受けることがほとんどなく、鋼鉄ジーグの能力を遺憾なく発揮できる。武装は胴体両脇のマグネロケットから発射するパーンサロイド・ミサイルと、強力な貫通力を誇る手持ち槍ジーグランサーのほか、ペガサス状態のときは馬の両目（磁流波アイ）からビームを発射することもできる。

### 他のメカ
ビッグシューター
全長：28メートル、重量：250トン、全幅：30メートル、高さ：12メートルの双胴の大型機。鋼鉄ジーグの“空飛ぶ部品格納庫”であり、パーツ射出機でもある。巨大な機体にはパーンサロイド以外の全てのオプションパーツを積載可能で、ノーマルジーグのスペアパーツも複数体分を格納しており、戦況に応じて、あるいは鋼鉄ジーグの破損に対しても瞬時にビルドチェンジ（パーツ交換）を行なえる。撃墜されると鋼鉄ジーグの戦術・戦法に多大な制限を招くため、相当頑丈に作られていると見られる。発進に際しては、機体中央のコアユニットがビルドベース地下空洞の滑走コースで加速した後、左右の“フロート部”と合体して湖底の発進口から飛び出す。水中航行（第7話）や垂直離着陸も可能。出力は12万馬力で、ジーグと同様に磁流波エネルギーで動く。最高速度マッハ2、航続距離は5万キロメートル、限界高度は1万メートル。「ファイヤーアウト」という機能で、纏わりついた炎を瞬時に振り払うことができるほか、飛行中に左右のフロート部を切り離す「ブレイクアウト」という機能を使って、幻魔要塞（後述）の捕獲から脱出したり、そのパーツを敵めがけて発射してぶつけたりすることもできる。なお分離したパーツは、空中で再合体が可能。
劇中では設定に反して、ジーグよりもむしろ小型に作画されている。パイロットは卯月美和。操縦席は並列複座になっており、宙が同乗した際には左側の副操縦席に着座し、緊急時には操縦を代行、また緊急脱出スイッチによって、あるいは副操縦席の天井が開いて（第2、13話ほか）宙が空中へ飛び出し、サイボーグに変身→ビルドアップする。
ミサイルで武装しており自衛やジーグの援護でハニワ幻人や幻魔要塞を攻撃する。ミサイルはコアユニット前面の2基の発射口のほか、パーツ発射口からも撃つことができる。

メカドン（1号）
司馬宙のライバルを自称するレーサー兼自動車整備士、黒鷲のドンとパンチョがジャンクパーツより作り出したロボットで、帽子（ハンチング帽）をかぶった顔はドンに似て下顎が突出している。大きさはジーグと同程度。資材はドンの高校時代の相撲部の（宙を目の敵にしている）先輩・原田より譲ってもらった。第5話より登場。
下半身はレーシングカーをそのまま流用しているのが特徴。設計ミスで操縦席がその下半身の後部にあり、操縦者のドンからは上半身が邪魔で前が見えないため、手綱をもってメカドンの肩に馬乗りになったパンチョのサポートなしではまともに動けないという欠陥がある。『マジンガーZ』のボスボロットのような蛇腹関節の長い腕を使って漕いでも、最高速度は150キロしかでない。とりえの馬鹿力も10トンの岩を持ち上げるのがせいぜいだった。
常日頃、様々な改良や新兵器の搭載が図られており、背中や胴体に大砲を備えたり（射手はパンチョ）、両腕とレーシングカー部分に翼を付けて空を飛んだり、口からガムガム弾を発射したりしてみせた。たびたび粉々になるほど全壊しているが、第16話でハニワ幻人ダイラに破壊されたのを機に、役割を2号に譲る。EDにも登場しているが、2号登場後も映像は1号のままであった。

メカドン2号
第17話より登場した、メカドン1号に続く2号機。設計は大利所長で、今回も資材はドンの先輩の原田が提供した。顔立ちはどちらかといえばパンチョに近い丸顔タイプで、リスのように頬袋が膨らんでいる。エネルギーはガソリン。「チェンジ・メカドン！」の掛け声とともに瞬時に下半身を上半身に収納したり、逆に二足歩行タイプへと変形したりすることが可能であり、上半身だけの形態では背中のキャタピラで自走できるなどかなりの高性能。左手にハンマー（トンカチ）・右手にスパナを装備するのが基本だが、人間の手のような5本指のマニピュレーターを始め、様々な換装パーツを持ち、状況に応じて使い分けられる。1号と同じく帽子をかぶっているのが特徴（2号は麦わら帽子のような形状）で、メインコクピットはその帽子部分にあり、股間が開いて伸びるクレーンを使って乗り込む。また首からぶら下がったゴンドラ状の部分にパンチョを乗せている。水中でも行動可能だが、パンチョがゴンドラにのったままの場合は潜水服を着る必要があった。1号同様に日々、様々な改良や新兵器の搭載が図られており、胸元に捕鯨砲を装備したり、首輪の3つの穴（信号機）から熱光線を放ったりしているほか、第29話では下半身からプロペラを出して飛行を試みて失敗・墜落しているものの、第31話では背中からプロペラを出して空も飛んでいる。さらに第42話ではビッグシューターとの連携技「メカドンロケット」を試みるも、これは不発に終わっている。第33話では下半身を1号のように四輪自動車に換装してレースに参加したりもしているが、このときはイキマ・アマソに奪われてしまいジーグと戦った。
なお1号と違って、こちらは『コミックロボ メカドン』として玩具化されている。商品は『コミックロボ メカドン』と『ミクロマン コミックロボ メカドン』（ミクロマンタイプのミニシリーズ）の2種。

ビルド・ベース
司馬遷次郎が邪魔大王国の復活を予見して、対抗手段として建造していた、鋼鉄ジーグとビッグシューターを有する基地。研究所と呼ばれることもあるが、何を対象にどのような研究をしているか語られたことは無い。巨大パーツであるパーンサロイドは直接ビルド・ベースから打ち出される。当初は防御機雷（空中機雷）と磁力線砲しか防御設備を持たなかったが、次第にミサイルや対空機銃といった防衛用兵器を増強させてゆく。また、後に正面玄関のある塔の先端が折れ曲がって起動する、磁流波エネルギーを用いたバリヤーを備えるようになる。
第18話でビッグシューター帰還格納庫であったドーム施設を避難カプセルに改修したことで、単独で空中へ飛び上がって所在地を離れ、バリヤーを張ったうえで戦闘指揮を執ったり、さらに改造されてからは直接戦闘に参加したりもするようになった。その底部の4つの半球はマグネット盤でもあり、対象に一部を撃ち込んでマグネットパワーで引き寄せることができる。また避難カプセル単独での大気圏脱出すらも可能である。

マシンファーザー
ビルド・ベースの中枢を担う、司馬遷次郎の人格をコピーした大型コンピュータ。モニターにはケーシー型白衣を身につけた遷次郎の上半身が映し出され、まるで生きているかのように判断と思索を行い、宙や美和や大利所長らに様々な指示を出す。非常時には基地先端のドーム「避難カプセル」に設置された第2号コンピュータに、瞬間物体移送装置で電送（もしくは伝送）することもできる。最終決戦にて避難カプセルごとヤマタノオロチに体当たり攻撃を仕掛け、壮絶な最期を遂げた。

宙のバイク（マグネライダー）
宙の愛車で、カウルと一体化した巨大なウイングが車体全体を取り囲んだ、特異な形状のオートバイ。宙は当初、フロントカウルとリアカウルそれぞれにウイングが付いたデザインのオートバイに乗っていたが、第2話で全損して以降はこちらを愛用するようになった。ビルドアップが空中で行われることから、ジャンプ力（浮遊力）を増すための特別なチューンが施されており、後部にはロケットエンジンも備えている。

ハニワ幻人
土や石などの無機物に生体エネルギーを吹き込んで意のままに操る力を使って、ヒミカが埴輪に生命を与えた巨大兵士。作成描写はほとんどないが“磁気土”からできており、ヒミカが眠りにつく前に日本各地（第1話によれば日本のみならず世界中）の地下深くに埋められ、命令ひとつでいつでも再び動き出す。ジーグより一回り大きな13メートル以上15メートル前後、重量3-5トンクラスが多く、その姿は人型に限らず獣型も多数存在する。基本的には意志を持っており単独でも活動できるが、主に三幹部の指揮下で活動する。また、邪魔大王国人が巨大化したハニワ幻人も2体（タケル、ガロス）存在するほか、変わったところでは絵本の登場人物がヒミカの妖術で実体化したチララがいる。ロボット獣登場後は主戦力として扱われなくなり、ロボット獣とのコンペや三幹部のクーデターなどに用いられたものの、実際にジーグと対戦したのは実質的最終話に登場するハニワ幻人エレキのみであった。中には第44話に登場した「ハニワ幻人四天王」のように、召喚直後にいきなり竜魔帝王に破壊されてしまったハニワ幻人も存在する。
桜多吾作によるコミカライズ版では「化石獣」と呼ばれる。

幻魔要塞ヤマタノオロチ
ハニワ幻人を複数搭載できるほどの巨大さを誇る、邪魔大王国の主力母艦。全高420メートル、直径400メートル、重量4万8,000トン、最高速度マッハ3、内部は六層に分かれており最上層はハニワ幻人格納庫、第2層は大広間、第3層を含む下層には竜の首や尻尾が収まっており、第4、5、6層は異相磁場発生装置、最上部の円盤部が司令室である。陸（地中）・海・空はおろか、大気圏を脱出して宇宙空間を航行することも可能。
外周部の穴から頭を出す竜の首は、原作漫画では8つだが、テレビアニメ版では7つ。生物かどうか定かでないが、生きているかの如く動いて、その口から火炎を放射する。武装として前面に位置する5つの髑髏の目から槍や電撃を発する他に、ワイヤー状のロープを発射してジーグをからめとり、エネルギーを吸収する戦法も見せた。また、要塞全体から周囲に雷撃を放射して対空・対地攻撃が可能。実権が竜魔帝王に移ってからも使用された。
第43話で艦内各所に爆弾を仕掛けたうえでビルド・ベースに特攻を図るものの、避難カプセルの回転ノコギリ攻撃によって大破、大爆発を起こして轟沈したかに見えた。しかも第44話ではヤマタノオロチが登場せず、竜魔船が直接出撃していたことから喪失したものと思われたが、第45話では何事も無かったように再登場している。実は失われていなかったのか、それとも2番艦だったのかは不明だが、最終決戦にてこれも完全に粉々となって爆散している。

銅鐸
25年前、司馬遷次郎によって九州の古墳から発掘され持ち去られた、邪魔大王国復活の予言と、地上征服をたやすくするという重大な秘密が記された祭器。第23話のヒミカの言によれば、異次元に棲む竜を呼び出す、その入り口を開くために必要だという。そのためヒミカたちが奪還を目論んでいた。しかし実際は竜ではなく竜魔帝王を現世に解放する鍵であった。
映像では詳細が描かれなかったが、実は銅鐸そのものはすでに遷次郎の手で壊されていて現物はもう無く、秘密を収めたマイクロフィルムが宙のサイボーグ手術の際、体内に密かに埋め込まれ隠されていた。結局、マイクロカプセルは宙の体から取り出されていないので、その後もずっと体内に残されたままと思われる。遷次郎がなぜ銅鐸のデータを破棄せずに隠し続ける道を選んだのか説明は無く、その理由は不明。
原作漫画においては邪魔大王国存在の証拠となる古代史の遺物として、物語冒頭で司馬博士らによって発掘されるシーンに登場するだけで、ヒミカ達が奪還を目論んでいる事実はなく、宙の体内に隠されているといった秘密もない。

ロボット獣
ハニワ幻人よりもはるかに強力な、竜魔帝王の配下である戦闘ロボット。主にフローラの指揮下で作戦に従事するが、イキマに預けられ指揮されたこともある。作中で製造法は明らかにされていない。

竜魔船 / 竜魔城
第41話から登場する竜魔帝王の飛行要塞。武装は船首下部の口から発射するミサイル。ヤマタノオロチ内に格納されて運搬されることもあるが、単独で出撃することもある。船首上部には、ロボット獣ドラゴが擬態している竜の彫像があるが、この竜はロボット獣という正体を現す以前から、口から光線を発射するのみならず、首を動かし火炎を吐いて敵を攻撃をする姿が見られた。また第41話ではジーグのスカイミサイルによる攻撃で粉々になっていたり、ドラゴが倒された後も新たに竜の彫像が付いていたりしたが、これらの時もロボット獣（ドラゴの同型機）が設置されていたのか、それともただの像だったのかは不明。最終話で不時着した後は竜魔帝王が自ら船外に出陣して戦って、それっきりで終わったため、劇中で撃墜や破壊された描写はない。
安田達矢による原作漫画版では、ヤマタノオロチを船首下部にある顔面の口から飲み込む程の巨大さだった。

## スタッフ
- 原作 - 永井豪・安田達矢とダイナミック企画
- 企画 - 横山賢二（東映動画）
- 製作担当 - 大野清
- 音楽 - 渡辺宙明
- キャラクター設計[注釈 2] - 中村一夫
- 美術設定[注釈 110] - 浦田又治、勝又激
- チーフディレクター - 明比正行
- NETプロデューサー - 宮崎慎一→後藤武彦
- 作画 - 正延宏三、大貫信夫、富永貞義、兼森義則 他
- 背景 - スタジオコスモス、マスコット 、アトリエローク、アトリエロビン、サンアートスタジオ、アートペア、ポップ
- 仕上 - 熊プロ、スタジオタージ
- 特殊効果 - 中島正之、浜桂太郎、田中豊
- 撮影 - 菅谷信行、佐野禎史、寺尾三千代、佐藤隆郎
- 記録 - 黒石陽子、伊達悦子、的場節代、池田紀代子、大橋千加子、的場節子
- 編集 - 本山収→千蔵豊
- 録音 - 二宮健治
- 選曲 - 宮下滋
- 効果 - 伊藤道広（E&M）
- 製作進行 - 寒竹清隆、多田康之、四十八願恵子、宮崎静夫、福島和美、小島多美子、広川和之、鈴木紀男、井内秀治、佐藤哲朗、小野忠
- 現像 - 東映化学
- 制作 - 東映、NET、ジャパド

## 音楽
BGMおよび歌の作曲・編曲は全て渡辺宙明が行った。一部『マジンガーZ』『グレートマジンガー』その他（『デビルマン』〈音楽 - 三沢郷〉や、ライブラリー楽曲〈とりわけフローラ関連において〉など）のBGMも流用されている。
OP、EDともに擬音（スキャット）を多用した構成になっており、特にOPでは曲の半分近くに「ダンダン」「バンバン」などのオノマトペが使用されている。EDにはアニメソングには珍しいドラムソロも入っている。

### 主題歌
オープニングテーマ「鋼鉄ジーグのうた」
作詞 - 林春生 / 作曲・編曲 - 渡辺宙明 / 歌 - 水木一郎、コロムビアゆりかご会、こおろぎ'73
キー局では放送時間枠の都合から1番までの短縮ヴァージョン（ローカル局では2番まである長尺）だった。なお再放送では大抵30分枠となるため、キー局でもロング・ヴァージョンが使われることが多い。
第3、4、18、26、32、40、45話で挿入歌としても使用されている。
歌詞について、OP映像のテロップではルビが「じゃまたいおうごく」となっているが、歌っている水木一郎は「じゃまだいおうこく」と発音している。
映像は一貫して同じ物が使われたため、ジーグの強化パーツや新サイボーグ宙は登場しなかった。
イタリア版でも歌詞内容は違うがメロディは本曲をそのまま採用している。
子門真人によるカヴァー・ヴァージョン（コーラスはブレッスン・フォーとヤング・フレッシュ）が、ポニーのテレビ主題歌オムニバス・カセットテープに収録されていた。
KBS京都「山崎弘士のGOGOリクエスト」内の「ピッカリパワーフラッシュ」コーナーでは、2番目の歌詞の一部「不死身のひろしだ」が使用されている。なお本作はKBS京都も番販で放送したことがある。

エンディングテーマ「ひろしのテーマ」
作詞 - 浦川しのぶ / 作曲・編曲 - 渡辺宙明 / 歌 - 水木一郎、こおろぎ'73
ローカル局ではエンディングがフルサイズで流されたが、キー局では放送時間枠の都合からエンディング自体が無く、使用されなかった。なお再放送では30分枠となることが多いため、キー局でも使用された。
第1、5、7、8、9、11、12、20、21、25、27、31、33、39、40話で挿入歌としても使用されている。
こちらもオープニングと同様に一貫して同じ映像だったため、ジーグ強化パーツやメカドン2号を始め、邪魔大王国の竜魔帝王・フローラ将軍・ロボット兵は登場しなかった。

### 挿入歌
「おれとジーグは兄弟なのだ」
作詞 - 浦川しのぶ / 作曲・編曲 - 渡辺宙明 / 歌 - 水木一郎、こおろぎ'73

「美和（ミッチー）のテーマ」（第39話で使用、第19話ではイントロのみ）
作詞 - 浦川しのぶ / 作曲・編曲 - 渡辺宙明 / 歌 - 堀江美都子
渡辺宙明＆堀江美都子コンビによる「ビューナスAの歌」（『グレートマジンガー』）や「花のモモレンジャー」（『秘密戦隊ゴレンジャー』）と同じ路線の曲で、ヒロインの悲壮さと決意が歌い上げられている。

## 企画経緯
玩具メーカーのタカラ（現・タカラトミー）が、磁石の関節を持ったロボット（後の「マグネモ」）の企画を講談社の児童向け雑誌『テレビマガジン』当時の編集長・田中利雄に持ち込んだところ、ダイナミックプロ（ダイナミック企画）を紹介され、永井豪と安田達矢を中心にロボットがデザインされた。田中からの働きかけもあり、玩具とのタイアップ企画として、『テレビマガジン』での漫画連載も決定。永井が多忙だったために漫画の執筆を一任された安田は、当時アシスタントとしてのキャリアは2年少々であったが、この作品でデビューすることとなる。
こうして漫画企画が始動して、『テレビマガジン』本誌で新連載漫画の予告が掲載されると、これを目にした東映動画の有賀健からダイナミック企画に「あれはいったい何ですか!?」との問い合わせが入り、事情を説明したところトントン拍子でTVアニメ化が決定したという。この時期、東映動画では制作体制の再編成が行われ、本作と同日（1975年10月5日）に放送を開始した『UFOロボ グレンダイザー』を『ゲッターロボG』のスタッフが制作することになり、それまでマジンガーシリーズを手がけていたスタッフが本作の制作に移動した（詳細は「UFOロボ グレンダイザー#スタッフ」を参照）。
放送枠はフジテレビの人気作『てんとう虫の歌』の裏であり、『UFOロボ グレンダイザー』にスタッフを取られた側面もあって、視聴率は平均6%台と苦戦したが、玩具の売り上げは好調で（後述）、当初は2クールの放送予定が1年近くまで延長されるのを後押ししたと考えられている。
本作の立ち上げに際してタカラは「鋼鉄ジーグ事業部」を設立し、強い意気込みで制作に臨んだ。その一方、テレビ番組を企画から携わること自体が初めてだったため、オンダやサンゼンといったメーカーにサブライセンスで商品を出してもらうなど、リスク回避の手段を講じることでTVアニメ化の成立まで漕ぎつけた。従来の東映動画とダイナミック企画による作品『デビルマン』や『マジンガーZ』などと異なり、玩具と漫画連載ありきでアニメ化が後に続く手法は、後年の『トランスフォーマー』『ビーダマン』『ミクロマン』『ベイブレード』などでも用いられ、竹森健太郎の著書『タカラの山』（ISBN 4-02-257797-5）ではこれを「タカラ的な手法」と称している。

### 玩具類
玩具はタカラ（現・タカラトミー）から、ポピーの超合金シリーズに対抗する商品として発売された。「マグネモシリーズ」としてレギュラーサイズ（後の「マグネモ11」）で発売されたのは「マグネロボット 鋼鉄ジーグ」（マッハドリル付）、「ビッグシューター」、「パーンサロイド」（鋼鉄ジーグと合体可）、「宙のオートバイ マグネライダー」に留まり、「アースパーツ」や「スカイパーツ」は一回り小さい商品の「マグネロボミニ」（後の「マグネモ8」）として発売された。「メカドン」に関しては2号のみ（「コミックロボ メカドン」「ミクロマン コミックロボ メカドン」の2種）が玩具化されているが、いずれもマグネモではない。
マグネモシリーズは、ライバル商品である超合金や他社の合金商品のようにダイカストを胴体などに使用していなかったが、磁石を本体に内蔵することで合金玩具レベルの重量感を獲得していた。また球体関節による“マグネット・ジョイント”はスムーズな着脱と広い可動範囲を実現させ、単体商品にとどまらず各マグネモ商品との自由度の高いパーツチェンジをも楽しめる（シリーズ商品ではタカラのオリジナル商品「ミクロマン」の一部など別作品のキャラクターとも互換性がある）ことから人気を博し、その売上げはポピーの「超合金」マジンガーシリーズをも上回り、100万個を超すヒット商品となった。しかもその商品展開は、番組終了から4年後の1980年にも新商品（「パーンサロイド・セット」）が発売されるほど息が長いものとなった。
中でもジーグのマグネモは特に人気が高く、1978年当時に「ホワイトバージョン」および「ブラックバージョン」が（それぞれに合わせたカラーのパーンサロイドとともに）発売されたほか、1998年にはコレクター向けに「鋼鉄ジーグ」、1999年には「パーンサロイド（ジーグランサーと持ち手が追加）」の復刻版が発売された。バリエーションとして復刻版ジーグの「クリアバージョン」および「ブラックバージョン」も後に発売されている。司馬宙を演じた古谷徹も、再発売されたマグネモ・ジーグを購入したという。
『鋼鉄ジーグ』の後番組もマグネモシリーズをもとにした『マグネロボ ガ・キーン』『超人戦隊バラタック』が制作され、「マグネロボシリーズ」と総称されるが、ダイナミック企画が関与したのは『ジーグ』のみである。また、玩具のマグネモシリーズは『ゴワッパー5 ゴーダム』など東映動画以外の作品でも展開された。
一方、アオシマからは「合体マシン」「ミニ合体マシン」「ミニモデル」「ブロックロボット」といったシリーズがプラモデルで発売されたが、これらは分解と組み立てを自在に楽しめるというコンセプトで展開され、飛行メカの機首にジーグの頭が乗っているなどといった、シュールな形態を取れる商品であった。
ほかにジーグペンダントが大小各種（「トーキング・ペンダント」や「光るペンダント」など）、ポピーのジャンボマシンダーを意識したと思われる、大型の商品「スーパージャンボ 鋼鉄ジーグ」も発売された。
「等身大ロボットが巨大ロボットの頭部に変形する」というアイデアは後年、『トランスフォーマー』シリーズのヘッドマスターのヒントにもなった。

## 各話リスト
| 話数          | 放送日         | サブタイトル                        | 脚本     | 演出     | 作画監督 | 美術     | 登場怪獣メカ                                                        |
| ------------- | -------------- | ----------------------------------- | -------- | -------- | -------- | -------- | ------------------------------------------------------------------- |
| 1             | 1975年 10月5日 | 世紀のマグネ・ロボット 鋼鉄ジーグ   | 山浦弘靖 | 明比正行 | 中村一夫 | 浦田又治 | ハニワ幻人ルゴン                                                    |
| 2             | 10月12日       | 宙よ立て! ビルド・アップ!!          | 山浦弘靖 | 宮崎一哉 | 菊池城二 | 伊藤英治 | ハニワ幻人マグマー                                                  |
| 3             | 10月19日       | 出現!! 幻魔要塞ヤマタノオロチ       | 藤川桂介 | 新田義方 | 上村栄司 | 勝又激   | ハニワ幻人ボウラ                                                    |
| 4             | 10月26日       | 必殺!! マッハ・ドリルに命をかけろ   | 安藤豊弘 | 西沢信孝 | 飯山嘉昌 | 伊藤英治 | ハニワ幻人ガルラ                                                    |
| 5             | 11月2日        | むちゃくちゃメカドン大奮戦!!        | 藤川桂介 | 明比正行 | 中村一夫 | 浦田又治 | ハニワ幻人マモラ                                                    |
| 6             | 11月9日        | 少女よ歩け 明日に向って!            | 山浦弘靖 | 森下孝三 | 上村栄司 | 伊藤英治 | ハニワ幻人ゲマラ                                                    |
| 7             | 11月16日       | 燃える命をシュートしろ!!            | 安藤豊弘 | 新田義方 | 上村栄司 | 勝又激   | ハニワ幻人ツブテ                                                    |
| 8             | 11月23日       | 男の対決と友情                      | 山浦弘靖 | 芹川有吾 | 菊池城二 | 伊藤英治 | ハニワ幻人ドロマ                                                    |
| 9             | 11月30日       | 激突!! ビッグ・シューター出撃不能!! | 藤川桂介 | 宮崎一哉 | 白土武   | 伊藤英治 | ハニワ幻人キイラ                                                    |
| 10            | 12月7日        | 絵本から消えた雪女!!                | 藤川桂介 | 西沢信孝 | 富永貞義 | 浦田又治 | ハニワ幻人チララ（声 - 野村道子）                                   |
| 11            | 12月14日       | 死闘! ビルドベース攻防戦            | 山浦弘靖 | 明比正行 | 中村一夫 | 勝又激   | ハニワ幻人ガルガ                                                    |
| 12            | 12月21日       | 耐えろ宙 勝利はお前のものだ!!       | 安藤豊弘 | 新田義方 | 上村栄司 | 伊藤英治 | ハニワ幻人ゴウラー                                                  |
| 13            | 12月28日       | 吠えるヒミカ!! 地獄の復讐!!         | 藤川桂介 | 芹川有吾 | 兼森義則 | 浦田又治 | ハニワ幻人ウダル                                                    |
| 14            | 1976年 1月4日  | 目覚めろジーグ 怒りの反撃!!         | 藤川桂介 | 森下孝三 | 中村一夫 | 伊藤英治 | ハニワ幻人バラバ                                                    |
| 15            | 1月11日        | メカドン!! 涙の空中飛行             | 山浦弘靖 | 白土武   | 白土武   | 勝又激   | ハニワ幻人ロイザ ハニワ幻人ジーグもどき                             |
| 16            | 1月18日        | 最強幻人 プレス作戦                 | 安藤豊弘 | 落合正宗 | 落合正宗 | 伊藤英治 | ハニワ幻人ダイラ                                                    |
| 17            | 1月25日        | がんばれ!! メカメカメカドン号!!     | 安藤豊弘 | 西沢信孝 | 富永貞義 | 浦田又治 | ハニワ幻人ケンザー                                                  |
| 18            | 2月1日         | 恐怖 侵入する狐火                   | 藤川桂介 | 明比正行 | 中村一夫 | 伊藤英治 | ハニワ幻人ヌメメ                                                    |
| 19            | 2月8日         | 甦れ!! 運命のハニワ幻人             | 山浦弘靖 | 芹川有吾 | 兼森義則 | 勝又激   | ハニワ幻人タケル（声 - 野田圭一） ハニワ幻人サベラ ハニワ幻人マダメ |
| 20            | 2月15日        | 戦え宙!! 鋼鉄ジーグに父を見た       | 山浦弘靖 | 新田義方 | 上村栄司 | 伊藤英治 | ハニワ幻人ザイラ ハニワ幻人バイカ                                   |
| 21            | 2月22日        | 決死! ブラック・ホールからの脱出    | 安藤豊弘 | 宮崎一哉 | 白土武   | 浦田又治 | ハニワ幻人ラセツ                                                    |
| 22            | 2月29日        | 逆転!! トリプル・ファイト!!         | 藤川桂介 | 落合正宗 | 落合正宗 | 下川忠海 | ハニワ幻人ギララ                                                    |
| 23            | 3月7日         | 爆破一秒前!! フェリー救出作戦       | 山浦弘靖 | 森下孝三 | 富永貞義 | 勝又激   | ハニワ幻人マリナ                                                    |
| 24            | 3月14日        | 死を呼ぶ町!! 暴走する猛獣!!         | 藤川桂介 | 白土武   | 白土武   | 下川忠海 | ハニワ幻人ドゲラ                                                    |
| 25            | 3月21日        | 母が叫んだビルドアップ!!            | 安藤豊弘 | 新田義方 | 上村栄司 | 浦田又治 | ハニワ幻人ダイマ                                                    |
| 26            | 3月28日        | 死を賭けて誓った約束                | 山浦弘靖 | 明比正行 | 兼森義則 | 下川忠海 | ハニワ幻人ガロス（声 - 加藤修）                                     |
| 27            | 4月4日         | 真赤に燃えろ!! 新サイボーグ         | 山浦弘靖 | 明比正行 | 中村一夫 | 勝又激   | ハニワ幻人ソドム                                                    |
| 28            | 4月11日        | 逆襲!! 新兵器パーンサロイド         | 藤川桂介 | 新田義方 | 上村栄司 | 下川忠海 | ハニワ幻人ギャオ                                                    |
| 29            | 4月18日        | 帝王出現!! 銅鐸の謎が解けた!!       | 藤川桂介 | 西沢信孝 | 富永貞義 | 勝又激   | ハニワ幻人バドン ロボット獣ガッキ                                   |
| 30            | 4月25日        | 怪奇!! 竜魔帝王のロボット獣         | 安藤豊弘 | 落合正宗 | 落合正宗 | 下川忠海 | ロボット獣モドキ                                                    |
| 31            | 5月2日         | 富士山上空一万メートル?!            | 山浦弘靖 | 新田義方 | 兼森義則 | 勝又激   | ロボット獣バルド                                                    |
| 32            | 5月9日         | ヒミカに捧げる怒りの反乱!!          | 藤川桂介 | 明比正行 | 中村一夫 | 下川忠海 | ロボット獣ドラン ハニワ幻人ゲンコ                                   |
| 33            | 5月16日        | 爆死?! 地獄のノンストップ・レース!! | 藤川桂介 | 森下孝三 | 上村栄司 | 勝又激   | ロボット獣モルグ                                                    |
| 34            | 5月23日        | 危うしジーグ!! カプセル発進!!       | 安藤豊弘 | 落合正宗 | 青鉢芳信 | 下川忠海 | ロボット獣ゴキラ                                                    |
| 35            | 5月30日        | すばらしい家族を守れ!!              | 山浦弘靖 | 山吉康夫 | 富永貞義 | 勝又激   | ロボット獣デビド                                                    |
| 36            | 6月6日         | 花一輪にかけた命!!                  | 藤川桂介 | 新田義方 | 兼森義則 | 遠藤重義 | ロボット獣ザラン                                                    |
| 37            | 6月13日        | フローラ将軍は敵か味方か?!          | 藤川桂介 | 明比正行 | 中村一夫 | 勝又激   | ロボット獣ドドン                                                    |
| 38            | 6月20日        | 百万年前から来た少年!!              | 藤川桂介 | 森下孝三 | 上村栄司 | 下川忠海 | 原始少年 マンモー                                                   |
| 39            | 6月27日        | 母に捧げる戦いの歌                  | 山浦弘靖 | 明比正行 | 兼森義則 | 勝又激   | ロボット獣ドリラ                                                    |
| 40            | 7月4日         | 心をむすぶ 愛のペンダント           | 安藤豊弘 | 明比正行 | 中村一夫 | 下川忠海 | ロボット獣レッドス ロボット獣ブラックス ハニワ幻人ダイガ            |
| 41            | 7月11日        | ジーグを異次元墓場に送り込め!!      | 安藤豊弘 | 大貫信夫 | 上村栄司 | 勝又激   | ロボット獣レイゴン 幻影ハニワ幻人                                   |
| 42            | 7月25日        | 罠からの脱出!! 傷だらけの栄光!!     | 藤川桂介 | 新田義方 | 兼森義則 | 下川忠海 | ロボット獣ジャン                                                    |
| 43            | 8月8日         | 反逆者!! フローラ将軍の最期!!       | 藤川桂介 | 明比正行 | 中村一夫 | 勝又激   | ロボット獣ババン                                                    |
| 44            | 8月15日        | 鋼鉄ジーグ対竜魔帝王                | 安藤豊弘 | 森下孝三 | 富永貞義 | 下川忠海 | ロボット獣ドラゴ ハニワ幻人四天王                                   |
| 45            | 8月22日        | 立て勇者!! 明日なき総力戦!!         | 藤川桂介 | 大貫信夫 | 上村栄司 | 勝又激   | ハニワ幻人エレキ ロボット獣バドー                                   |
| 46 （総集編） | 8月29日        | 鋼鉄ジーグ 勝利の記録               | 藤川桂介 | 新田義方 | 中村一夫 | 浦田又治 | -                                                                   |

- 実質的な最終回は第45話で、第46話は総集編であった。
- タイトルコールは村瀬正彦が担当した。
- 1976年7月18日は第33話、8月1日は第35話の再放送をそれぞれ行った[166]。

## 放送局
- NET (現・テレビ朝日)：日曜 18:00 - 18:25（制作局）
- 北海道テレビ：日曜 18:00 - 18:25[167]
- 山形テレビ：水曜 17:28 - 17:58[168]
- 東日本放送：日曜 18:00 - 18:25[169]
- 福島放送（1984年に15分枠で放送）：月曜 - 金曜 6:17 - 6:30[170]
- 新潟総合テレビ：月曜 16:15 - 16:45[171]
- テレビ山梨：土曜 17:25 - 17:50[172]
- 北陸放送：金曜 17:25 - 17:55[173]
- 名古屋テレビ：日曜 18:00 - 18:25[174]
- 朝日放送：日曜 18:00 - 18:25[175]
- 山陰中央テレビ：月曜 18:00 - 18:30[176]
- 瀬戸内海放送：日曜 18:00 - 18:25[177]
- 広島ホームテレビ：日曜 18:00 - 18:25[177]
- テレビ山口：月曜 17:30 - 18:00[178]
- 九州朝日放送：日曜 18:00 - 18:25[179]
- 熊本放送：金曜 17:00 - 17:30[180]
- 沖縄テレビ：月曜 17:30 - 18:00[181]

## 他メディア展開

### 漫画
児童誌や幼年誌に漫画が掲載された。
『テレビマガジン』（講談社）1975年6月号 - 1976年6月号
原作漫画にあたる。作画は安田達矢とダイナミック・プロ。「テレビマガジン」本誌掲載時の第1話には宙の弟が登場し、ビッグシューター操縦も弟が行っていたが、単行本化の際にキャラクターごと抹消、操縦カットも美和に修正された。さらに、敵役側は連載第一話のみ「邪馬台国の女王・卑弥呼」と名乗っている。連載はテレビ放映終了の4か月前に先行して終了しており、物語は未完となっている。
他に『テレビマガジン1月増刊号』に「鋼鉄ジーグ 大空中戦」が、『テレビマガジン4月増刊号』にも読み切りが掲載されており、それぞれ「ビルド=ベース爆破作戦の巻」「宇宙からの侵略者の巻」とサブタイトルを付けられて単行本に収録された。
上述の増刊号掲載分も含め、講談社KCコミックスから単行本全2巻に全連載分がまとめられてリリースされた。その際にいくつもの加筆修正が施されたことで、連載時と印象が異なるエピソードもある。後に大都社から全2巻と全1巻の2度にわたって単行本化された。

『冒険王』（秋田書店）1975年11月号 - 1976年9月号
作画は松本めぐむ（尾瀬あきらの初期ペンネーム）。松本は自身が好む「人間的な弱さのあるヒーローらしくないヒーロー」というコンセプトで描き、展開はアニメとは異なる。連載当時には女子高校生によるファンクラブも存在したという。
当時は単行本化の機会に恵まれなかったが、双葉社より1998年に一冊にまとめられた後、2019年には“各回の扉絵なども初出スタイルのまま収録する［愛蔵版］”がリリースされた。

『テレビランド』（徳間書店）1975年11月号 - 1976年8月号
作画は桜多吾作とプロダクション・アドベンチャー。本編の漫画連載は1976年5月号までで、1976年6月号は「鋼鉄ジーグ 絵ものがたり」となり、1976年7、8月号ではギャグマンガとして「わるガキ鋼鉄ジーグちゃん」と改題して掲載された後に終了した。このため物語は完結しておらず、2023年2月現在、単行本化もされていない。

『別冊テレビランド6号』（徳間書店）
作画はひおあきら。ややギャグテイストの強い読み切り。宙や美和のキャラクターデザインは、テレビランド本誌に連載中だった桜多吾作版に準拠して描かれている。

『たのしい幼稚園』（講談社）1975年12月号 - 1976年8月号
作画は新宅よしみつ（構成/ダイナミック企画）。
後の1977年1月号には「グレンダイザーたい鋼鉄ジーグ」が掲載された（映画の項にて後述）。

『おともだち』（講談社）1975年11月号 - 1976年8月号
作画は安田達矢（1975年11月号 - 12月号）、小野誠（1976年1月号 - 8月号）
- その他
  - 立花未来王によるコミック『マジンガー乙女』に少女に擬人化されたキャラ高徹椎子として登場。
  - 2016年には風忍によるコミック『鋼鉄ジーグ 飛龍伝』がダイナミックプロのwebサイトにて連載された。
- 異色作として、『月刊少年マガジン』連載の「花の天誅組」（幻六郎とダイナミックプロ[注釈 131]）にゲスト出演あり[注釈 132]。バイク屋・司馬モータースにバイクを買いに来た主人公の短足をコケにしたため山中で襲撃を受けた宙は、地中から出現した天誅組メンバー・蒲口もだ恵の不気味な顔を見てハニワ幻人と判断。ジーグになって、生身の人間相手に必殺武器を使いまくる。ジーグ関係の作画は安田達矢本人によるもの。

### 映画
当時の映画「東映まんがまつり」では、永井豪原作のテレビアニメのスーパーロボットが、作品の垣根を越えて共闘する新作映画を上映することが恒例となっていた。本作もグレンダイザーとともに活躍する（ただし共闘シーンは無く、個々に活躍する）作品『UFOロボ グレンダイザー対鋼鉄ジーグ』が企画され、実際に企画書も存在するが実現には至らなかった（時期的にも代わりに成立したのが『UFOロボ グレンダイザー対グレートマジンガー』と推測されている）
なお後年、幼児向け雑誌『たのしい幼稚園』に『グレンダイザーたい鋼鉄ジーグ』というタイトルの、セル画調イラストを織り交ぜた口絵漫画（全4頁）が掲載されているが、内容はベガ星のコマンダーが司馬宙を操ってグレンダイザーと戦わせたり、ゲッターロボGが応援に駆け付けるなど、本企画とは全く異なるものである。

### 映像ソフト化
- 1999年4月21日から2000年2月21日にかけて、全話収録の2枚組LDが全6巻で発売された。各巻8話（VOL.6のみ6話）収録。[203][204][205][206][207][208]
- 2004年11月21日から2005年3月21日にかけて、DVDが全5巻で発売された。VOL.1から4までは各巻2枚組で10話ずつ、最終巻のVOL.5のみディスク1枚に6話分の収録となっている。第1巻には初回特典として全巻収納BOXが付属していたが、まったく同じ仕様の廉価版が2017年01月11日に一挙に再発売された際には、BOXはオミットされた。[209][210][211][212][213]

### WEB配信
- 2023年3月現在、東映アニメーション創立60周年公式YouTubeチャンネル（東映アニメーションミュージアムチャンネル）にて第1話が無料配信中。OP、次回予告、EDのいずれもローカル局版が使用されている。

### ゲーム
第2次スーパーロボット大戦α（バンプレスト）
2003年3月27日発売。
タカラがスポンサーを務めた作品として、初めてバンプレスト製作のゲームに登場している。
ヒミカの担当声優であった高橋和枝が既に故人であったため浅井淑子がヒミカの声を、卯月美和の担当声優であった吉田理保子が声優業を引退しているため、吉田美保が卯月美和の声を、それぞれ担当している。
第3次スーパーロボット大戦α 終焉の銀河へ（バンプレスト）
2005年7月28日発売。
スーパーロボット大戦Card Chronicle（バンダイナムコゲームス）
2012年9月13日Mobageにて配信開始、2013年5月9日にmixiゲームに移植。2015年12月21日にサービス終了。
オンラインカードゲームのスマートフォン用ゲームアプリ。
2013年2月の『鋼鉄神ジーグ』参戦に伴い、その新デザインで鋼鉄ジーグが登場（そのため厳密にはオリジナル版の参加ではない）。
スーパーロボット大戦DD（バンダイナムコエンターテインメント）
2019年8月21日の配信開始時から登場。なお、2021年6月から追加参戦した『鋼鉄神ジーグ』の新ジーグと、シリーズ初共演を果たしている。

### アニメ（スピンオフ）
鋼鉄神ジーグ（ビルドベース）2007年
ロボットガールズZ（東映アニメーションほか）2014年
『ロボットガールズZ』より「ジーグさん」、『Z+』より「パーンさん」が、『ONLINE』より「メカちゃん」が主人公側として登場する。「ジーグさん」はチームGのメンバーで初期パートナーはゲッちゃん。チーム内では年上であるが、グレちゃんを「ソウルメイト」と呼ぶなどどこかイタイ性格。武器などを収めた愛用のトートバッグがビッグシューターとなっているが中身は整理されていないのでその都度中をほじくり回している。「パーンさん」はチームG再編を期に加入したジーグさんの新パートナーで彼女をサブカルの道に引きずり込んだ張本人。ジーグさんはパーンさん登場後は「チームGのマネージャー」を自称するようになる。「メカちゃん」は少し気の弱いジーグさんのライバル。
その他邪魔台王国側からは竜魔帝王、イキマや数体のハニワ幻人が敵キャラとして『ONLINE』に参戦している。なお、イキマは「イキママ」としてサブカルを嫌う教育ママ的キャラになっている。

## 関連作品
映画
皆はこう呼んだ、鋼鉄ジーグ（原題：Lo chiamavano Jeeg Robot、2015年、 イタリア、監督ガブリエーレ・マイネッティ、主演:クラウディオ・サンタマリア）
本作を下敷きに制作された映画作品。放射能廃棄物の影響により超人的な腕力を得た主人公が、彼を「鋼鉄ジーグ」と思い込む女性との交流を通して、盗人から正義の味方へと改心していく物語。2016年にダヴィッド・ディ・ドナテッロ賞で最多の7部門（主演男優賞、主演女優賞、助演男優賞、助演女優賞、新人監督賞、プロデューサー賞、編集賞）で最優秀賞を受賞。そのほか、ナストロ・ダルジェント賞、ヴェネツィア国際映画祭など多くの映画賞で受賞を果たした。
ヒロインが「鋼鉄ジーグ」の大ファンだったという設定で、出会った主人公の小悪党の青年をいつしか司馬宙と同一視するようになるが…というのが大筋の話。劇中に鋼鉄ジーグの映像やポスターなどが登場し、クレジットロールでは主役を演じたクラウディオ・サンタマリアがイタリア語で歌う鋼鉄ジーグの主題歌が流れる。
日本国内では2017年5月20日公開。